# Radio Kamer Filharmonie
De Radio Kamer Filharmonie (RKF) was van 2005 tot 2013 een Nederlands symfonieorkest van de Nederlandse publieke omroep. Het viel onder het Muziekcentrum van de Omroep (MCO). Het orkest is ontstaan uit een fusie van het Radio Kamer Orkest en het Radio Symfonie Orkest. Dit laatste was ontstaan uit een fusie van het Omroep Orkest en het Promenade Orkest.
De RKF was een flexibel orkest dat bestond uit een kern van ongeveer zestig musici. Het kon worden uitgebreid tot een volledig symfonieorkest of worden verkleind tot een kamerorkest. Voor hedendaagse muziek konden ook kleinere ensembles samengesteld worden.
Doordat de rijksoverheid tijdens het kabinet-Rutte I aan het Muziekcentrum van de Omroep bezuinigingen oplegde, was 2012-2013 het laatste seizoen van de Radio Kamer Filharmonie. Vanaf augustus 2013 bestaat het orkest niet meer.  

## Activiteiten
De Radio Kamer Filharmonie concerteerde voornamelijk in de ZaterdagMatinee, het Zondagochtendconcert (beide in het Concertgebouw in Amsterdam) en De Vrijdag van Vredenburg in Utrecht. Daarnaast had het een serie in het Muziekgebouw aan het IJ in Amsterdam. Alle concerten werden live uitgezonden op Radio 4.

## Bijzondere projecten
De RKF speelde de Nederlandse premières van Hoch-Zeiten van Karlheinz Stockhausen en Espaces Acoustiques van Gérard Grisey in de ZaterdagMatinee onder leiding van Peter Eötvös. Met het Groot Omroepkoor werd de Nelson-Mis van Haydn en het Requiem van Mozart uitgevoerd o.l.v. Jaap van Zweden. Frans Brüggen leidde producties met de laatste drie symfonieën van zowel Mozart als Haydn.
De RKF hield zich ook bezig met het opnemen van muziek van Nederlandse componisten, onder wie Tristan Keuris. De RKF was actief op educatief terrein door deel te nemen aan de serie De Magische Muziekfabriek in Vredenburg. Het orkest nam ook deel aan de Internationale Gaudeamus Muziekweek in het Muziekgebouw aan 't IJ, die vroeger verzorgd was door het Radio Symfonie Orkest.

## Dirigenten
Chef-dirigent van de Radio Kamer Filharmonie was tot 2010 Jaap van Zweden, met als vaste gastdirigenten Frans Brüggen, Philippe Herreweghe en Peter Eötvös. Met ingang van het seizoen 2010-2011 tot aan de opheffing was Michael Schønwandt chef-dirigent van de Radio Kamer Filharmonie. James MacMillan volgde Peter Eötvös op als vaste gastdirigent.